# Кофа
Кофа (от арабски quffa – в превод „кошница“) е съд с форма на пресечен конус, отворен отгоре. В редки случаи може да има и цилиндрична форма. Използва се за пренасяне на материали (основно течности) на неголямо разстояние. Вместимостта на кофата е от 5 до 30 литра, но най-разпространените са по 12 литра. Кофите днес се изработват от метал или пластмаса и имат къса дръжка, изработена от същия материал, но в някои случаи за тази цел може да служи и въже.
Кофата е известна още от дълбока древност. В археологически разкопки са намерени кофи, изработени от бронз на около 3700 години.
Голямата дървена кофа, използвана в миналото за пренасяне на вода на малко по-големи разстояния се нарича ведро. Често за по-лесно носене се слагат две ведра на краищата на кобилица и тя се носи през рамо. Друга употреба на кофата в миналото, а в някои краища на света и до днес, е за вадене на вода от кладенци. Кофата се закача на въже или верига, с които се спуска в кладенеца, загребва се вода с нея, след което се извежда на повърхността.
До средата на ХХ век за измерване на количество зърно – пшеница или царевица, е използван дървен съд с цилиндрична форма, също наричан кофа. Вместимостта на тази мерна единица е 18 l. Теглото на зърното е различно, поради различното му хектолитрово тегло – след жетва една кофа жито тежи около 15 kg, а след няколко месечно съхранение същият обем зърно тежи между 13,5 и 14,5 kg. В България подобен популярен измерител за зърно е крината. Известен препис от IX век дава информация, че при цар Симеон през IX – Х век данъка в натура жито и просо се измерва с крина. Представлява съд подобен на кофа с по-голям диаметър, по-малка височина, без дръжка и с по-малка вместимост от горецитираната кофа, не е стандартизирана и в различните региони измерва различни количества зърно. По време на османската власт е използвана мярката килé. Това също е дървен съд с вместимост от 12 до 80-90 килограма жито. Всеки регион има своя мярка – Берковско киле, Варненско киле и т.н.
Обемът на кофата се използва в миналото и като мярка за вместимост на вино и други течности и се равнява на осем или повече оки (1,28 кг).
Някои земекопни машини, като багера, имат накрая голяма кофа за загребване на пръст. Този вид кофа има малко по-различна форма и зъбци на края.
Едно от любимите занимания на децата през лятото е да си играят с кофичка и лопатка в пясъка.
В българския език думата кофа се използва в преносен смисъл за глава, когато искаме да кажем, че на някой му е празна главата и не може да роди мисли.